# Лексингтон (Тенеси)
Лексингтон (енгл. Lexington) град је у америчкој савезној држави Тенеси.

## Демографија
По попису из 2010. године број становника је 7.652, што је 259 (3,5%) становника више него 2000. године.
| Група             | 2000.         | 2010.         |
| Белци             | 6.201 (83,9%) | 6.038 (78,9%) |
| Афроамериканци    | 966 (13,1%)   | 1.098 (14,3%) |
| Азијати           | 19 (0,3%)     | 36 (0,5%)     |
| Хиспаноамериканци | 87 (1,2%)     | 250 (3,3%)    |
| Укупно            | 7.393         | 7.652         |